# Storthyngurella andeepae
Storthyngurella andeepae är en kräftdjursart som beskrevs av Malyutina och Brandt 2004B. Storthyngurella andeepae ingår i släktet Storthyngurella och familjen Munnopsidae. Inga underarter finns listade i Catalogue of Life.